# Aina the End

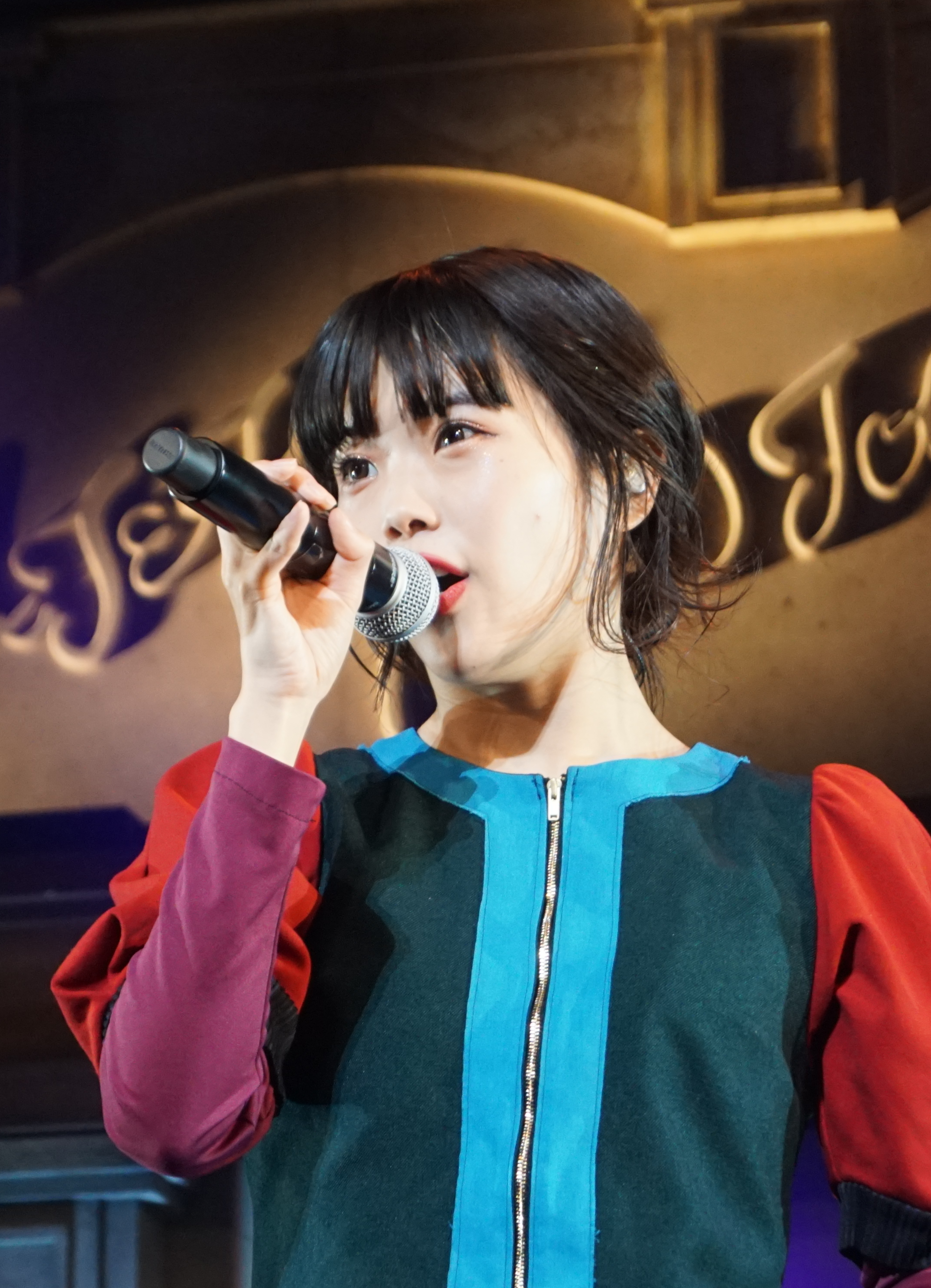
Aina the End (2019)

Aina the End (jap. アイナ・ジ・エンド Aina ji Endo; in Eigenschreibung AiNA THE END) ist der Künstlername von Aina Iitani (飯谷 愛菜; * 27. Dezember 1994 in der Präfektur Osaka). Sie ist eine japanische J-Pop- und Rock-Sängerin und ein sogenanntes Idol. Aina the End war Mitglied der Idolgruppe Bish und ist auch als Solokünstlerin erfolgreich.

## Karriere
Aina Iitani kam 1994 in der Präfektur Osaka im Südwesten der Japanischen Hauptinsel Honshū zur Welt. Nach der Schule zog Aina the End nach Tokio und arbeitete zunächst als Sängerin in einem Nachtclub im Stadtteil Shibuya, dann als Backgroundtänzerin für den Sänger Yucat. Schließlich wurde sie Mitglied der Idolgruppe Bis. Nach der Auflösung von Bis begann der Manager der Gruppe, Junnosuke Watanabe, im Januar 2015 mit Castings für eine neue Gruppe namens Bish. Aina the End wurde schließlich als eine von fünf Musikerinnen für die neue Rock-Band ausgewählt. Innerhalb der Gruppe fiel sie mit ihrer etwas heiseren Stimme auf. Sie choreographierte auch Lieder für Bish wie auch die Gruppe Empire.
Im Dezember 2016 mussten Aina the End und Bish eine kurze Pause einlegen, da Aina wegen Stimmlippenpolypen operiert werden musste. Im folgenden Jahr kehrten sie mit der Veröffentlichung der Single „Promise the Star“ zurück. Nach der Veröffentlichung von Wack & Scrambles Works, einem gemeinsamen Album von Gruppen unter dem Management von WACK, zu denen auch die umformierten Bis und Gang Parade gehörten, wurde ein Beliebtheitswettbewerb für alle teilnehmenden Mitglieder veranstaltet. Aina the End gewann den zweiten Platz hinter dem Bish-Mitglied Cent Chihiro Chittiii. Die Single der beiden Künstlerinnen mit dem Titel „Yoru Ōji to Tsuki no Hime / Kienaide“ wurde am 19. September 2018 unter Avex Trax veröffentlicht.
Unabhängig von Bish trat Aina the End als Sängerin für andere Künstler wie TeddyLoid, Mondo Grosso, Marty Friedman, My First Story, Dish, und Sugizo auf. 2018 bildete sie mit UK von Moroha das Duo SexFriend, um den Song „Bacteria“ von Hide für das Album Tribute Impulse zu covern. Sie sang auch das Outro des 2020 ausgestrahlten Fernsehdramas „Shinitai Yoru ni Kagitte“. Der Song, der nach der Serie benannt ist, war der erste Song, der komplett von Aina the End stammte.
Am 3. Februar 2021 veröffentlichte sie ihr erstes Soloalbum „The End“. Ihre erste EP, Naisho, wurde am 2. März 2021 veröffentlicht. Am 24. November 2021 veröffentlichte sie ihr zweites Soloalbum „The Zombie“.
Im Jahr 2022 übernahm sie die Synchronstimme von Porsha Crystal für die japanische Version des Animationsfilms Sing – Die Show deines Lebens. Im Broadway-Musical A Night with Janis Joplin trat sie als Hauptdarstellerin auf.
Im Jahr 2023 wurden ihre Singles Red:birthmark und Ai Kotoba in den Anime-Serien Mobile Suit Gundam: The Witch from Mercury und Kusuriya no Hitorigoto als Endsongs verwendet. Sie spielte auch die Hauptrolle in der Verfilmung des Musicals Kyrie.

## Diskografie

### Studioalben
- The End, 2021, bei Avex Trax[27]
- The Zombie, 2021, Avex Trax[28]
- Debut aus dem Film Kyrie, 2023, Avex Trax[29]

### Livealben
- The End, 2021, Avex Trax

### EPs
- Naisho (内緒), 2021, Avex Trax[30]
- Born Sick, 2021, Avex Trax
- Dead Happy, 2021, Avex Trax

### Singles

#### Als Leadmusikerin
- Kienaide (きえないで), 2018 auf dem Album The End
- Shinitai Yoru ni Kagitte (死にたい夜にかぎって), 2020 auf dem Album The End
- Dare Dare Dare (誰誰誰), 2021 auf dem Album The Zombie
- Watashi wa Koko ni Imasu for Ame (ワタシハココニイマス) for 雨, 2021 auf dem Album The Zombie
- Romance no Chi (ロマンスの血), 2021 auf dem Album The Zombie
- Ware wa Uminoko (われは海の子), 2021
- Otona ni Natte (大人になって), 2022
- Watashi no Magokoro (私の真心), 2022
- Red:birthmark, 2023
- Hōseki no Hibi (宝石の日々), 2023
- Namae no Nai Machi (名前のない街) auf dem Album Debut, 2023
- Moetsukiru Tsuki (燃え尽きる月) auf dem Album Debut, 2023
- Ai Kotoba (アイコトバ), 2023
- Kyashana Kokoro (華奢な心), 2023
- Ho (帆), 2023
- Takaramono (宝者), 2024

#### Als Gastmusikerin
- To The End von TeddyLoid, 2017 auf dem Album Silent Planet 2 Vol. 4
- Break the Doors von TeddyLoid, 2017 auf dem Album Silent Planet: Reloaded
- Wasted Tears von Marty Friedman, Cent Chihiro Chittiii, 2018 auf dem Album B The Beginning: The Image Album
- False Sympathy (偽りのシンパシー) von Mondo Grosso, 2018 auf dem Album Attune / Detune
- Sing-a-Long von Dish, 2019 auf dem Album Junkfood Junction
- Hikari no Hate (光の涯) von Sugizo, 2019 auf dem Album Love & Tranquility
- Fubenna Kawaiige (不便な可愛げ) von Genie High, 2019 auf dem Album Genie High Story

### Beiträge für Soundtracks
- Part of Your World (パート・オブ・ユア・ワールド) 2017, Thank You Disney

### Videoalben
- Kiso Honno (帰巣本能) 2022, bei Avex Trax[31][32]

## Filmographie

### Film
- 2023 Kyrie in der Titelrolle, Regie: Shunji Iwai[33]

### Synchronisationen
- 2021 japanische Version von Sing 2 als Porsha Crystal[22]
- 2025 Moonrise (Mary)

## Auszeichnungen
- 2021 MTV Video Music Awards Japan für Best Cinematography[34]
- 2023 Hochi Film Awards für Best New Artist (Kyrie)[35]
- 2024 Japanese Academy Award für Newcomer of the Year (Kyrie)[36]
- 2024 Kinema-Jumpō-Preis für Best New Actress (Kyrie)[37]